# Sahr-e Bábak megye

Kermán tartomány megyéinek elhelyezkedése

Sahr-e Bábak megye (perzsául: شهرستان شهربابک) Irán Kermán tartományának nyugati megyéje az ország középső, délkeleti részén. Délnyugaton és nyugaton a Jazd tartományban lévő Hátam megye, északnyugatról és északról a Jazd tartományban lévő Mehriz megye és Báfg megye, keletről Anár megye és Rafszandzsán megye, délről Szirdzsán megye határolják. Székhelye a 43 000 fős Sahr-e Bábak városa. Összesen öt város tartozik a megyéhez:  Sahr-e Bábak, a megye székhelye, Horszand, Hátunábád, Dehadzs, illetve Dzsouzam. A megye lakossága 100 192 fő. A megye két kerületet foglal magába: Központi kerület és Dehadzs kerület.

## Fordítás
- Ez a szócikk részben vagy egészben  a   Shahr-e Babak County című angol Wikipédia-szócikk ezen változatának fordításán alapul.  Az eredeti cikk szerkesztőit annak laptörténete sorolja fel. Ez a jelzés csupán a megfogalmazás eredetét és a szerzői jogokat jelzi, nem szolgál a cikkben szereplő információk forrásmegjelöléseként.